# Droits des enfants en Azerbaïdjan
La protection des droits des enfants est garantie par la Constitution de la République d’Azerbaïdjan et par un certain nombre d’autres lois. Les droits des enfants englobent les questions juridiques, sociales et autres concernant les enfants. 

## UNICEF
L’UNICEF (Fonds des Nations unies pour l'enfance) opère en Azerbaïdjan depuis 1993. Les principaux objectifs du programme sont de créer un environnement protecteur pour tous les enfants sans faire de discrimination. La protection des enfants contre la violence, l’exploitation, les abus et la discrimination est une priorité mondiale pour l’UNICEF. En Azerbaïdjan, les principes de la Convention relative aux droits de l'enfant et de la Convention sur l'élimination de toutes les formes de discrimination à l'égard des femmes gèrent le programme,,. 

## Statut juridique de l'enfant
Selon la loi sur les droits de l'enfant et le code de la famille azerbaïdjanais, lorsque les droits et les intérêts d'un enfant sont violés, y compris le manquement des parents à l'éducation et à l'éducation de l'enfant, l'enfant a le droit de demander des organes d’État non judiciaires, ainsi que des tribunaux. Un enfant peut demander individuellement ou par l'intermédiaire de ses représentants en fonction du droit qui a été violé et des règles de procédure correspondantes. 
Un département du Comité d’État pour la famille, la femme et l’enfant, créé lors du décret présidentiel du 6 février 2006, traite des problèmes dans ce contexte. Le Comité est responsable de la protection des enfants, du développement de leur bien-être, de leurs droits et libertés, ainsi que de la coordination de la politique de l'État dans ce domaine. Il effectue un suivi régulier dans les institutions contrôlées par l'État, enquête sur les demandes des citoyens, organise des campagnes de reconnaissance, des formations et des événements pour les experts et les enfants, etc. ,

## Convention relative aux droits de l'enfant
En 1992, la Convention des Nations unies sur les «droits de l'enfant» a été ratifiée en Azerbaïdjan et huit ans plus tard, ses deux Protocoles facultatifs ont été ratifiés, notamment «Implication d'enfants dans les conflits armés» et «Vente d'enfants, prostitution des enfants et pornographie mettant en scène des enfants».
Le gouvernement fournit des rapports périodiques au Comité des droits de l'enfant des Nations unies pour la mise en œuvre de la Convention et de ses deux protocoles facultatifs. En outre, l’Azerbaïdjan est un membre de la Déclaration universelle sur «la survie, la protection et le développement des enfants». Un certain nombre d'actes législatifs nationaux ont également été confirmés dans le «sur la protection des droits de l'enfant».
Le gouvernement azerbaïdjanais et ce comité coopèrent avec des institutions internationales dans un domaine connexe. L’Azerbaïdjan coopère en outre étroitement avec l’UNICEF dans les domaines de l’éducation, de la santé et d’autres questions sociales telles que les enfants handicapés, les enfants des rues et la prévention de la violence contre les enfants, les mariages précoces, la mortalité infantile et l’éducation préscolaire.

### Statut juridique de la Convention relative aux droits de l'enfant
La Convention relative aux droits de l'enfant  est incorporée dans la législation nationale. En outre, l’Azerbaïdjan a publié la loi sur les droits de l’enfant en harmonisant sa législation avec les principes énoncés dans la Convention relative aux droits de l’enfant en 1998. Cependant, le Comité des droits de l’enfant a manifesté son empathie afin de respecter la Convention.

## Aide Unifiée pour l’Azerbaïdjan
En 1998, l’Aide Unifiée pour l’Azerbaïdjan  a été créée dans le but de «contribuer au développement à long terme de la vie en Azerbaïdjan, en mettant particulièrement l’accent sur les enfants, la santé et l’éducation». 

## Journée internationale de la protection des enfants
L’Azerbaïdjan célèbre la Journée internationale de la protection des enfants le 1er juin. L’Azerbaïdjan accorde la priorité à la protection des enfants. À cet égard, les actions concernant le développement des conditions de vie, la santé, l’éducation et l’emploi futur des enfants ont été traitées dans le programme national de la République d’Azerbaïdjan sur la politique de l’enfance. En outre, une attention particulière a été accordée à l'organisation d'une série d'événements sur les enfants de groupes vulnérables, tels que les enfants privés de protection parentale, handicapés, issus des minorités nationales, ainsi que les enfants réfugiés et déplacés internes.
En outre, la Fondation Heydar Aliyev, fondée en mai 2004, met en œuvre un certain nombre de projets visant à développer les infrastructures des institutions de garde, en finançant des orphelinats et des pensionnats et en construisant des jardins d'enfants et des jardins d'enfants. En outre, la fondation s'occupe de la mise en œuvre de projets visant à l'intégration sociale des enfants qui ont perdu leurs parents et qui sont élevés dans des orphelinats, ainsi que des personnes handicapées. En ce qui concerne le programme intitulé «Développement des maisons d’enfants et des orphelinats», la Fondation a restauré et équipé 34 établissements pour enfants,.